# Zagorje ob Savi
Zagorje ob Savi är en ort och kommun i regionen Gorenjska i Slovenien. Hela kommunen har cirka 17 000 invånare, varav ungefär 7 000 bor i centralorten.